# Voortrekker

Flaga voortrekkerów

Voortrekker (afr. Voortrekker, l. mn. Voortrekkers - ci, co idą przodem) – określenie burskiego pioniera w południowej Afryce. Voortrekkerzy po brytyjskiej aneksji Kolonii Przylądkowej od 1835, w latach 40. i 50. XIX wieku, wyruszyli z niej w głąb Afryki. Wielki Trek miał wielu przywódców takich jak choćby: Louis Tregardt, Hendrik Potgieter, Sarel Cilliers, Pieter Uys, Gerrit Maritz, Pieter Retief, i Andries Pretorius. Burowie ruszyli na północ, zakładając na nowych terenach niepodległe republiki burskie (Transwal, Orania i Natal) i prowadząc wojny z królestwem Basuto, utworzonym na początku XIX wieku przez króla Moshoeshoe I. Stworzone przez nich republiki nie przetrwały długo - po wojnach burskich zostały wchłonięte przez imperium brytyjskie.